# Fundulopanchax filamentosus
Fundulopanchax filamentosus är en fiskart som beskrevs av Meinken, 1933. Fundulopanchax filamentosus ingår i släktet Fundulopanchax och familjen Nothobranchiidae. IUCN kategoriserar arten globalt som nära hotad. Inga underarter finns listade i Catalogue of Life.